# Siheyuan

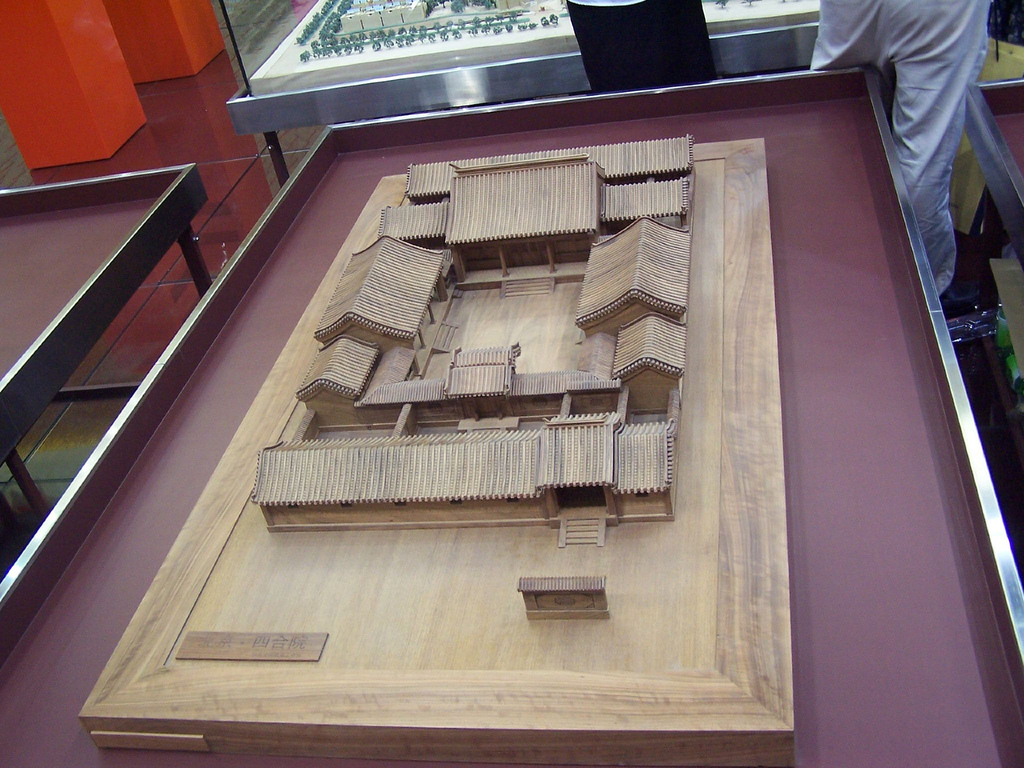
Maquette siheyuan

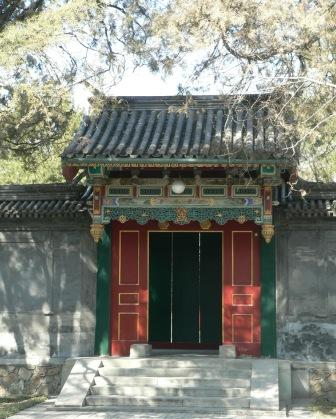
Versierde toegangspoort

Een siheyuan (vereenvoudigd Chinees: 四合院) is een karakteristieke indeling van een woning of verblijfplaats in China. De basisindeling komt voor bij woningen, maar is ook gebruikt voor paleizen, tempels en kloosters. Ze komen het meest voor in het noordoosten van het land, in de omgeving van Peking en in de provincie Shaanxi. De geschiedenis van de siheyuan gaat tot 3000 jaar terug tot de Westelijke Zhou-dynastie.

## Beschrijving
Een siheyuan, Chinees voor vierhoek, heeft een rechthoekig formaat. Het perceel ligt veelal op de noord-zuidas. Er is een centrale binnenplaats die aan alle zijden wordt omgeven door gebouwen. Dit biedt de bewoners privacy en bescherming tegen vijanden en weersomstandigheden.
Het belangrijkste gebouw staat in het noorden met zicht op het zuiden. Door de ligging profiteert het hoofdgebouw (zhengfang) het meest van de zon. Aan beide zijden van de hoofdwoning, in het oosten en westen, staan kleinere gebouwen (erfang). De gebouwen in het noorden, oosten en westen zijn met elkaar verbonden door een overdekte gang die vaak is gedecoreerd. Deze passage beschermt de huizen enigszins tegen de felle zon en de bewoners tegen de regen. Het gebouw in het zuiden, gepositioneerd recht tegenover het hoofdgebouw, is het minst aantrekkelijk voor de bewoning. Tussen dit gebouw en de toegangspoort is veelal ook nog een kleinere binnenplaats die nog afgescheiden is van de weg door een muur of een ander gebouw. Alle gebouwen zijn gelijkvloers en alleen het gebouw aan de weg in het zuiden kan uit meerdere verdiepingen bestaan.
De poort (damen) van de siheyuan is veelal geplaatst in de zuidoosthoek van een wooncomplex, maar bij officiële of religieuze functies ligt de poort in het midden van de muur. De poort is rood en zwart geverfd en voorzien van koperen deurkloppers. Direct achter de ingang staat een muur, het zogenaamde geestenscherm (yingbi). Volgens de Chinese traditie kunnen boze geesten geen bocht maken en het scherm verhindert dat ze de siheyuan binnenkomen. Een praktische verklaring is te voorkomen dat passanten naar binnen kunnen kijken. Links van het geestenscherm ligt een kleine binnenplaats die via een tweede poort, wel centraal in de muren gelegen, naar de centrale binnenplaats voert. Deze tweede poort is fraaier uitgevoerd en van lichtere materialen dan de eerste poort.
De bewoning van de gebouwen is afhankelijk van de status binnen de familie of de functie. Het noordelijke hoofdgebouw is voor de eigenaar of het hoofd van de familie. Dit kan ook de hoofdtempel zijn of de privévertrekken van de keizer binnen het grotere complex. De gebouwen aan de oost- en westzijde ontvangen minder zon en dienen als kamers voor kinderen of minder belangrijke leden van het gezin. Het zuidelijke gebouw krijgt het minste zonlicht en functioneert meestal als een ontvangstruimte en de woning van de bedienden. Achter het hoofdgebouw staan ook nog woningen (houzhaofang) die bestemd zijn voor ongehuwde dochters en vrouwelijke bedienden. De ongehuwde meisjes mochten geen contact met buitenstaanders hebben. Van zuid naar noord neemt de privacy in de siheyuan toe. 
De Verboden Stad kent een vergelijkbare indeling, al is de schaal wel veel groter. In het noorden van het paleis, zo ver mogelijk van de toegangspoorten, liggen de meest private vertrekken van de keizer.

## Ontwikkelingen na 1949
Na de machtsovername door de Communistische Partij van China (CPC) in 1949 verdrievoudigde de bevolking van Peking van ongeveer 2 miljoen tot meer dan 6 miljoen mensen in 1958. Er kwam veel meer industrie naar de stad en arbeiders en hun families moesten onderdak vinden. De oude ommuurde stad breidde uit en de stadsmuren en stadspoorten verdwenen. Verder werd nieuw beleid geïntroduceerd (jingzu) waarbij particuliere eigenaren een deel van hun woning moeten afstaan voor de verhuur. De eigenaar van een siheyuan, of andere residentieel gebouw, mochten een paar kamers behouden en werden verplicht de rest te verhuren. Was de siheyuan-woning voorheen bewoond door één familie, maar dit werden dus meerdere families.
Tijdens de Culturele revolutie lagen de rijke huiseigenaren onder vuur. Ze ontvingen niet langer huur en werden in het slechtste geval uit hun huis gezet en dakloos gemaakt. De binnenplaatsen werden bebouwd en gebouwen gesloopt om plaats te maken voor appartementencomplexen waar meer arbeiders goedkope woonruimte konden vinden. Bij de siheyuans die dit lot bespaard bleven, leidde geldgebrek tot achterstallig onderhoud en verwaarlozing.
Na de revolutie werd de hoge economische groei een bedreiging. Het oude maakte plaats voor het moderne en projectontwikkelaars kregen veel ruimte voor vernieuwing. Er kwam ook een tegenstroming die de historische en culturele waarde van de siheyuan wil behouden.